# Mark's Keyboard Repair
Mark's Keyboard Repair è il primo album in studio di Money Mark, pubblicato nel 1995.

## Tracce
1. Pretty Pain – 3:10
2. No Fighting – 1:28
3. Ba Ba Ba Boom – 1:34
4. Have Clav Will Travel – 1:27
5. Don't Miss the Boat – 2:30
6. Sunday Gardena Blvd. – 1:32
7. Insects Are All Around Us – 2:21
8. Scenes From... – 1:07
9. Poets Walk – 0:59
10. Spooky – 1:07
11. Cry – 2:19
12. Ease – 2:57
13. Got My Hand in Your Head – 1:39
14. That's For Sure – 0:37
15. Sixth Synth – 1:16
16. Invitation – 2:06
17. Time Lapse Life – 2:25
18. Seven, Seven, Seven – 1:44
19. Sometimes You Gotta Make It Alone – 2:31
20. Pinto's New Car – 2:22
21. Revolt of the Octopi – 2:34
22. Never Stop – 2:24
23. Slow Flames – 2:20
24. Hard Ass – 2:30
25. From the Beginning to the End – 1:50
26. Functions – 2:08
27. World Lesson, Pt. 2 – 2:33
28. Inner Laugh – 2:13
29. The Grade – 4:38
30. Mark's Keyboard Repair – 0:58

## Formazione
- Money Mark - tastiere e produzione
- Will Bankhead - design
- Ben Drury - design
- Paul Thompson - fotografia
- Mario Caldato Jr. - fotografia

## Curiosità
- I primi undici pezzi sono quelli che compongono la release precedente, Performing Chicken EP;
- L'album è stato pubblicato in vinile dalla Love Kit, per poi essere diffuso in Inghilterra in formato CD dalla Mo' Wax.